# Iangã (distrito)
Iangã ou Iungã (em árabe: يمكان; romaniz.: Yamgan ou Yumgan) é um dos 29 distritos da província de Badaquexão no leste do Afeganistão. Foi criado em 2005 a partir de parte do distrito de Baaraque e abriga cerca de 30.000 habitantes, em sua maioria ismaelitas.